# Rafaela Torres Gonçalves
Rafaela Torres Gonçalves (* 27. November 1991) ist eine brasilianische Speerwerferin.

## Sportliche Laufbahn
Erste internationale Erfahrungen sammelte Rafaela Torres Gonçalves 2009 bei den Juniorensüdamerikameisterschaften in São Paulo, bei denen sie mit einer Weite von 47,42 m die Bronzemedaille gewann, ehe sie bei den Panamerikanischen Juniorenmeisterschaften in Port of Spain mit 47,47 m die Silbermedaille gewann. Im Jahr darauf gewann sie bei den U23-Südamerikameisterschaften in Medellín, die als Teil der Südamerikaspiele ausgetragen wurden, mit 50,11 m die Bronzemedaille und musste sich dabei  der Kolumbianerin María Lucelly Murillo sowie Katryna Subeldía aus Paraguay geschlagen geben. Anschließend gelangte sie bei den Juniorenweltmeisterschaften im kanadischen Moncton bis in das Finale und wurde dort mit einem Wurf auf 53,29 m Fünfte. 2015 nahm sie an der Sommer-Universiade in Gwangju teil und erreichte dort mit 50,02 m im Finale Rang zwölf, während sie bei der Universiade 2017 in Taipeh mit 51,18 m in der Qualifikation ausschied. 2019 klassierte sie sich bei den Südamerikameisterschaften in Lima mit 53,20 m auf dem vierten Platz und wurde daraufhin bei den Panamerikanischen Spielen ebendort mit 50,59 m Zwölfte.